# 石化
石化（せきか）とはフィクションで用いられる、人間や動植物が魔法や呪いなどによって、石に変えられてしまう現象である。
ここでいう「石」とは自然物のそれとは限らず、石像になったり、経年劣化や破損が遅いものや全く伴わないケースも多々見受けられる。

## 神話・伝承における石化
石化は民間伝承や神話の基本的なテーマであり、ゴルゴーン三姉妹のメドゥーサや、バジリスク、コカトリスなどの多くの伝説上の怪物と関連付けられている。
ノルウェー民話『心臓のない巨人』などのおとぎ話においては、探索に失敗した登場人物が石化し、探索を成功させた主人公によって助けられるというモチーフが使用されている。

## ゲームにおける石化
さまざまなロールプレイングゲームやローグライクゲームなどでは、石化は何らかの魔法の呪文やアイテムによってもたらされるキャラクターの状態変化の一つである。
石化状態においては、キャラクターの一切の物理的な行動が禁止され、場合によっては思考活動も停止する。同じような行動不能状態である睡眠や麻痺よりも深刻な状態変化として扱われ、石化状態に陥ったキャラクターを治療する手段は限られている。
『ダンジョンズ&ドラゴンズ』の呪文「ストーントゥフレッシュ」や、『ファイナルファンタジーシリーズ』のアイテム「金の針」などの、魔法の呪文やアイテムによって回復させなければならない。自然治癒しない設定の場合は、全員が石化してしまうと死亡したときと同様にゲームオーバー扱いとなってしまう。
石化中のキャラクターの扱いは作品によって異なり、敵の攻撃対象から外れるもの、『ファイナルファンタジー・クリスタルクロニクル』のように防御力が上がるもの、逆に『テイルズ オブ グレイセス』のように受けるダメージが増加するもの、『ファイナルファンタジーX』のように攻撃されると砕けてしまうもの等がある。
一方、『星のカービィシリーズ』の主人公カービィは、自身を石化させる「ストーン」という能力を使える。石化中は基本的に動けないが、その代わり敵の攻撃の殆どを無効化したり、空中から落下して敵を押し潰したりすることができる。また、拳型の岩を手に付けてアッパーカットを繰り出す技も持つ。

## 特撮における石化
相手そのものを石に変えるだけでなく、『仮面ライダー (スカイライダー)』のザンヨウジューのように「対象を石(のように硬い物質)で包み込む」というパターンもある。
また、『仮面ライダーウィザード』のガーゴイルのように、自身を一時的に石化させることで敵の攻撃を防いだり、自重を増してのプレス攻撃に転用するという使い方も見られる。